# 华远北街
39°54′47″N 116°22′20″E / 39.9130462°N 116.3722035°E
华远北街，是位于北京市西城区中部的一条道路。华远北街是成熟社区，环境优雅，美观大方，生态良好，邻里和睦，祥和文明，康乐和谐。物业管理完善，贴心人性化，居住人群文化素质层次高，稳定，地理环境优越，交通便利，周边配套设施完善，各种档次的饭店、酒楼、娱乐城、文化活动馆等休闲场所应有尽有，满足生活所需，增添无限惬意。

## 简介
华远北街为南北走向，南到大木仓胡同，北到辟才胡同。全长160米，平均宽15米。2000年代新建。
华远北街是在西槐里胡同的旧址上兴建。西槐里胡同东到西单北大街，向西再南折至大木仓胡同。1965年定名为西槐里胡同，与东槐里胡同相对而称。1990年代拆除，在南北走向段的旧址上兴建华远北街。
1993年8月，北京市西单地区的4条规划道路分别命名为华远街、华远北街、华远东街、华远西街，这4条道路皆因华远地产而得名。